# Piz Nair
Piz Nair (v místním nářečí Piz När) je hora v Albulských Alpách, vysoká 3067 m n. m. Nachází se nedaleko švýcarského města Svatý Mořic, odkud vede na horu lanová dráha. Na východním svahu stojí středisko zimních sportů Corviglia. Konaly se zde lyžařské soutěže v rámci Zimních olympijských her 1948 i mistrovství světa v alpském lyžování v letech 1934, 1974, 2003 a 2017. Na vrcholu se nachází socha kozorožce od Rosemarie Griederové.

## Poloha a okolí
Piz Nair je vzhledem k dostupnosti lanovkou dobrým výchozím bodem pro okolní průsmyky a vrcholy  a nabízí krásný výhled na krajinu Engadinských jezer. Na vrcholu se stýkají hranice obcí Svatý Mořic a Celerina.
Piz Nair patří do horské skupiny Piz Ot a je součástí Albulsých Alp. Oblast je protkána hustou sítí turistických stezek a nabízí horolezcům a horským turistům velkou geologickou rozmanitost: na jedné straně tvrdé a rozpukané žulové skály bizarních skalních stěn Piz Corviglia (3059 m), Piz Saluver (3160 m) a Piz Ot (3247 m), na druhé straně lehké, křehké dolomity a vápence Piz Padella (2855 m) a Trais Fluors, a nakonec drobivá pyramida Piz Nair. Piz Nair a jeho východní předvrchol jsou vybudovány z nejmladší horniny v oblasti, pestré "saluverské brekcie".
Mezi jeho sousední vrcholy patří Piz Ot (3247 m), Piz Saluver (3160 m), Piz Corviglia (3059 m), Piz Grisch (3098 m), Piz Bever (3229 m), Piz Suvretta (3143 m), Corn Suvretta (3071 m), Piz Julier (3380 m) a Piz Albana (3098 m). V bezprostřední blízkosti Piz Nair se nacházejí horská jezera Lej Suvretta (2602 m), Lej da la Pêsch (2750 m) a Lej Alv (2532 m). Na severozápadě a jihozápadě je Piz Nair ohraničen dvěma horami, Suvretta da Samedan a Suvretta da San Murezzan. Mezi nimi leží průsmyk Suvretta (2613 m). Údolní prohlubeň mezi Piz Nair a Piz Suvretta je vhodným přechodem ze St. Moritz/Champfèr (1825 m) do Val Bever.
Nejvzdálenějším viditelným bodem z vrcholu Piz Nair je 174 km vzdálený Matterhorn (4478 m) ve Valliských Alpách. 

## Galerie

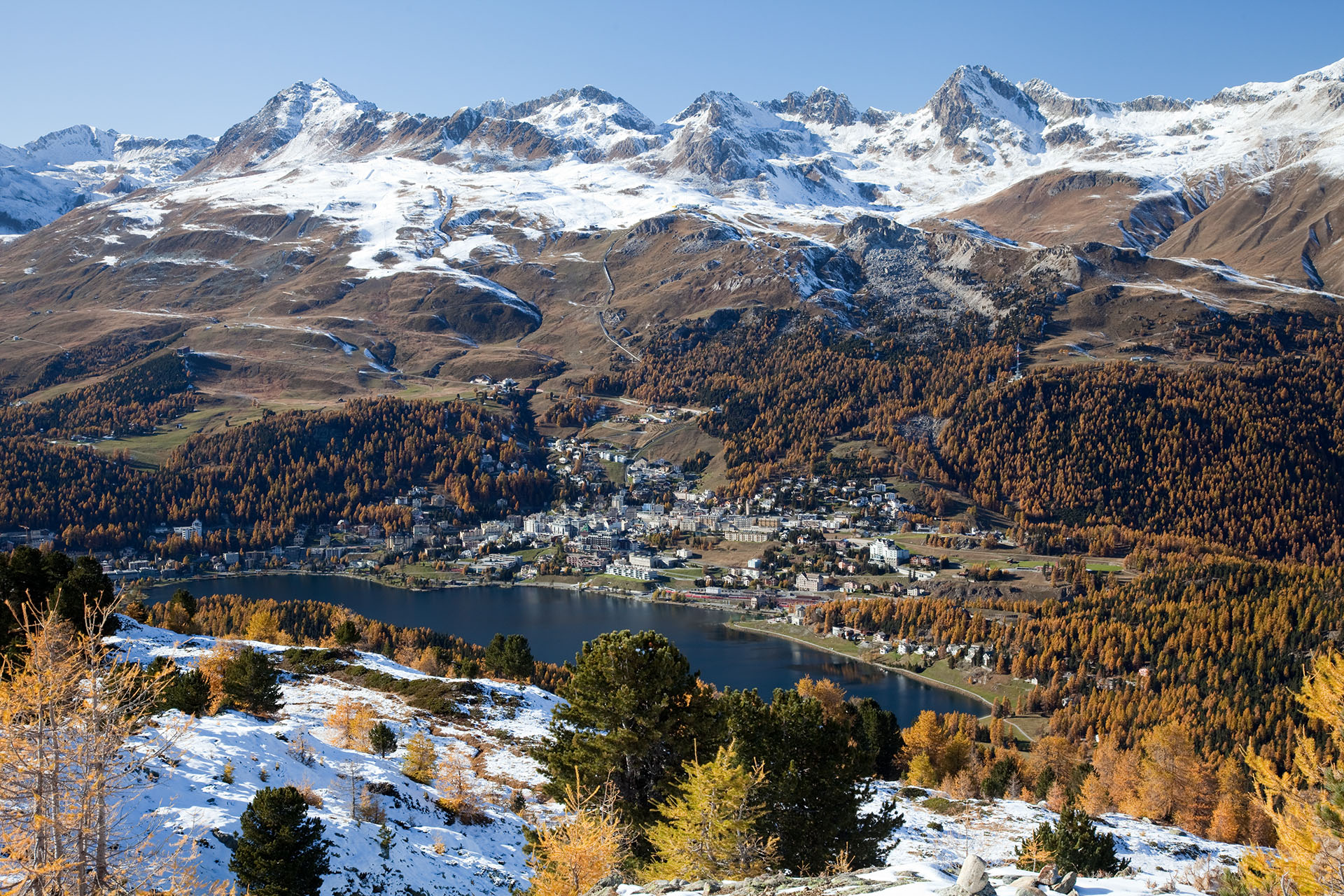
pohled na St. Moritz a St. Moritzersee a lyžařský resort Corviglia (vlevo Piz Nair) z Muottas da Schlarigna
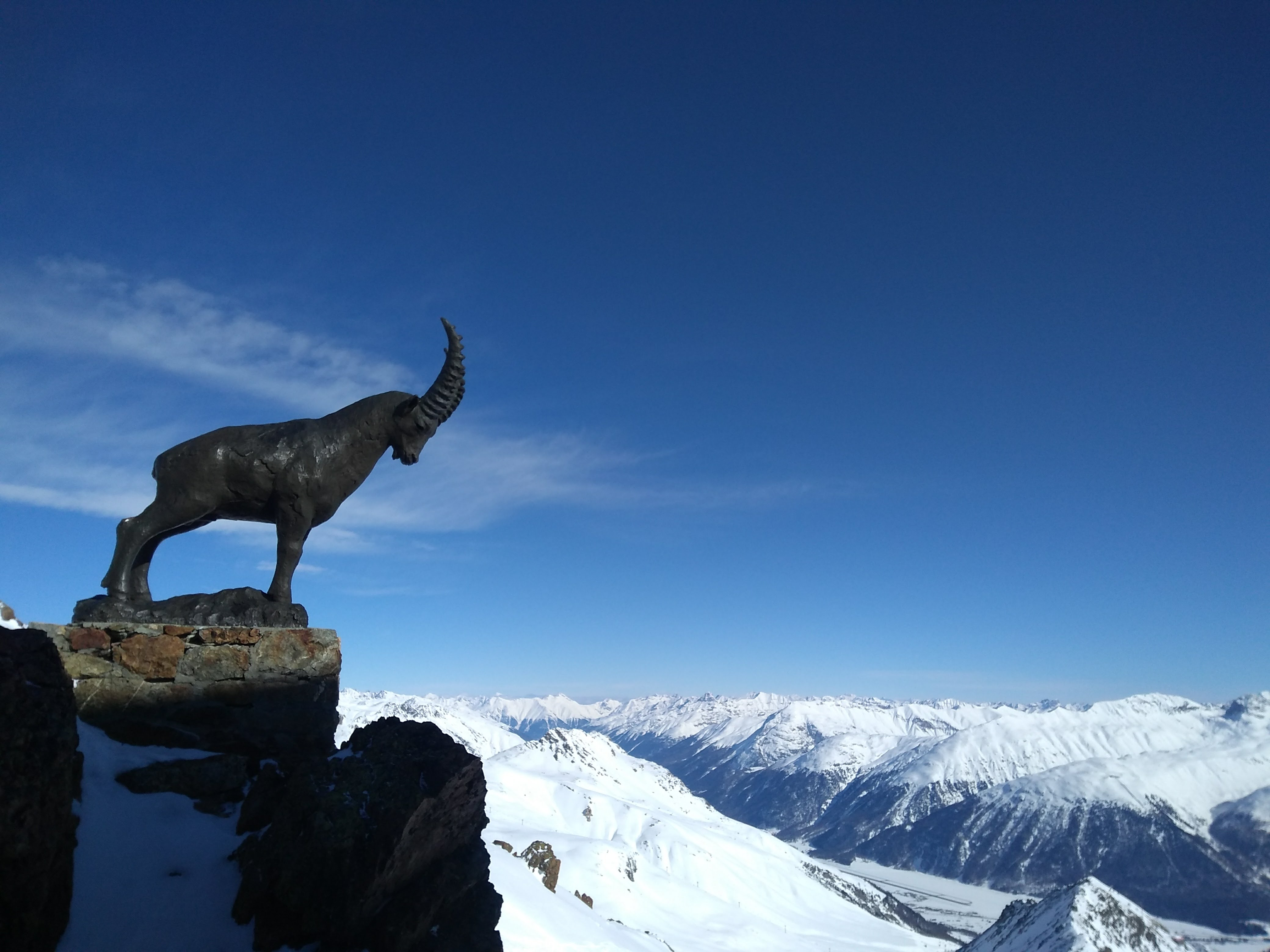
Socha kozorožce u horní stanice lanovky Piz Nair
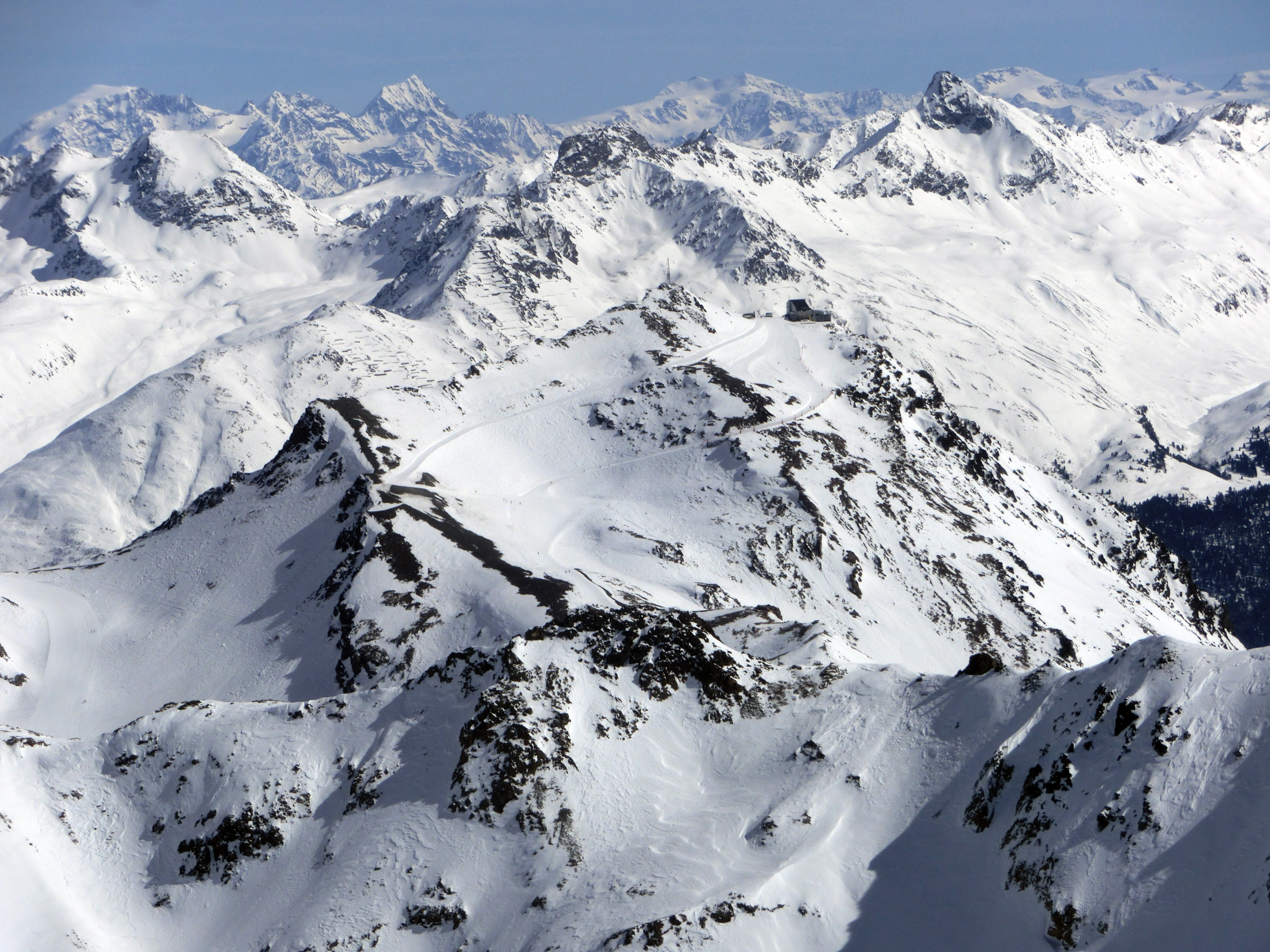
Horní stanice lanovky Piz Nair, pořízená z Piz Surgonda
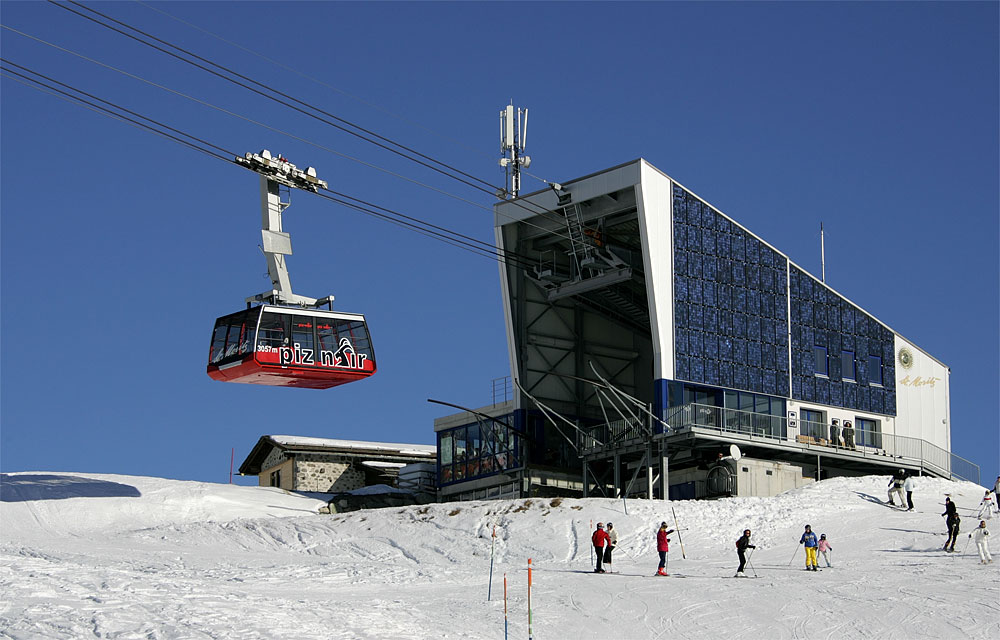
Dolní stanice lanovky Corviglia-Piz Nair